# Unesený
Unesený (v originále Rapt) je francouzsko-belgický dramatický film z roku 2009, který režíroval Lucas Belvaux podle vlastního scénáře volně inspirován skutečnými událostmi z roku 1978. Snímek měl světovou premiéru 18. listopadu 2009.

## Děj
Významný průmyslník Stanislas Graff je unesen kvůli výkupnému. Na začátku jeho únosu mu únosci uříznou prst a pošlou ho  jeho příbuzným. Během dvou měsíců, kdy trvá jeho zajetí, policejní vyšetřování odhalí utajované skutečnosti jeho soukromého života, které jeho blízcí neznali: velké ztráty v hazardu, lovecké výprav, četné milenky. Bulvární tisk toho plně využívá a zvyšuje bolest jeho rodině a diskredituje jeho jméno v jeho podniku.
Výkupné není zaplaceno: při pokusu o doručení výkupného je jeden z únosců zabit a další je zatčen. Své komplice ale neprozradí. Stanislas Graff je propuštěn, ale oproti podpisu tří dlužních úpisů ve výši 50 milionů eur a hrozbě únosců, že pokud dluh nesplatí, bude zabit náhodně vybraný nevinný člověk a na jeho těle bude připevněn dlužní úpis.
Stanislas Graff se vrací domů a od rodiny se mu dostane chladného přijetí. Příbuzní mu vyčítají jeho chování, ale nikoho nezajímá, co zažil. Uchýlí se ke svému psu, který mu jako jediný projevil radost z návratu. Když se pokusí obnovit svou pozici prezidenta společnosti, uvědomí si, že byl odsunut. Následuje rozvod a prodej jeho podílů ve firmě. Film končí tím, že obdrží dopis, ve kterém únosci požadují zaplacení jeho dluhu.

## Obsazení
| Yvan Attal              | Stanislas Graff                             |
| Anne Consigny           | Françoise Graff, Stanislasova žena          |
| André Marcon            | André Peyrac                                |
| Françoise Fabian        | Marjorie, matka Stanislase                  |
| Alex Descas             | mistr Walser                                |
| Michel Voïta            | komisař Paoli                               |
| Gérard Meylan           | Marseillan                                  |
| Maxime Lefrançois       | Bertaux                                     |
| Christophe Kourotchkine | Jean-Jacques Garnier                        |
| Sarah Messens           | Véronique Graff, dcera Stanislase Françoise |
| Julie Kaye              | Martine Graff                               |
| Marc Rioufol            | velitel Chenut                              |
| Patrick Descamps        | Massart                                     |
| Bertrand Constant       | kapitán Verne                               |
| Tania Torrens           | paní Keller                                 |
| Elef Zack               | Châtelain                                   |
| Vincent Nemeth          | soudce                                      |
| Jean-Baptiste Malartre  | ministr                                     |
| Nicolas Pignon          | policejní prefekt                           |
| Olivier Darimont        | Mahoux                                      |
| Pierre Rochefort        | Fostier, policista                          |
| Fabrice Jacob           | němý únosce                                 |
| Corentin Lobet          | mladý únosce                                |
| Olivier Ythier          | Montrouveau                                 |
| Philippe Toussaint      | La Chassagne                                |
| Lucas Belvaux           | sledovač v helikoptéře                      |
| Circé Lethem            | chůva                                       |
| Swan Scalabre           | služebná u Graffů                           |

## Ocenění
- César: nominace v kategoriích nejlepší film, nejlepší režie, nejlepší herec (Yvan Attal) a nejlepší herečka ve vedlejší roli (Anne Consigny)